# Sneeuw (strip)
Sneeuw is een stripreeks van Didier Convard en Christian Gine. De strip werd oorspronkelijk gepubliceerd in 1986 in het weekblad Kuifje en bestaat uit dertien albums. De serie wordt uitgegeven door Glenat (aanvankelijk door Le Lombard).
Daarnaast verschenen er ook twee prequelreeksen.

## Plot
In de toekomst wordt  het klimaat in Europa gecontroleerd door een groot systeem van weerstations. Een kleine computerfout Orion verstoort het onderhoud van het ecologisch evenwicht, en een aanhoudende winter valt over Europa. In de volgende decennia valt Europa terug in een nieuw soort middeleeuwen, getroffen door een epidemie - het kwaad van de Orion. Europa is afgesneden van de buitenwereld door een elektromagnetische muur waardoor niemand Europa in of uit kan.
Een eenzame man, Norman, vindt op een dag een kind in de sneeuw terwijl de ouders van het kind vermoord worden. Norman noemt het kind Sneeuw. Norman blijkt te werken voor een geheim genootschap, De Twaalf. Sneeuw gaat werken in dienst van De Twaalf.

## Albums
- 1: De verblindende nevel
- 2: De ravendood
- 3: De rode dageraad
- 4: Intermezzo
- 5: Il Diavolo
- 6: De godpisser
- 7: De drie misdaden van Judas
- 8: De bres
- 9: Het lied van de stomme
- 10: De schaduw van de acacia
- 11: Berichten uit de buitenwereld
- 12: Een banale holocaust
- 13: De muur

### Het begin
- 1: Het bloed der onschuldigen
- 2: De slichter
- 3: De ziekte van Orion

### De oorsprong
- 1: De twaalf
- 2: Eden
- 3: Het verloren paradijs